# Saint-Pierre-du-Chemin
Saint-Pierre-du-Chemin település Franciaországban, Vendée megyében. Lakosainak száma 1340 fő (2022. január 1.). Saint-Pierre-du-Chemin La Forêt-sur-Sèvre, Terval, Cheffois, Menomblet, Réaumur és Moncoutant-sur-Sèvre községekkel határos.

## Népesség
A település népessége az elmúlt években az alábbi módon változott:
| Lakosok száma | 1348 | 1343 | 1363 | 1336 | 1333 | 1331 | 1330 | 1327 | 1340 |
|               | 2013 | 2015 | 2016 | 2017 | 2018 | 2019 | 2020 | 2021 | 2022 |